# 中沢義直
中沢 義直（なかざわ よしなお、1922年10月1日 -　2015年10月4日）は、日本の写真家・映像作家である。
長野県南安曇郡倭村（現松本市）出身。南安曇郡堀金村（現・安曇野市堀金）で写真と映像制作の傍ら、後進の指導・育成にも当たっていた。写真に対して最後の最後まで執念を燃やし続けた、享年93歳。

## 経歴
- 1950年頃より山岳・スキー・風景などを撮影するプロカメラマンとして活躍し、1962年のシャモニスキー世界選手権、1968年、1972年のグルノーブルオリンピック、及び札幌オリンピックの取材特派員のほか、ヨーロッパの各地・カナダ・アメリカ・アジア・ネパール・南太平洋などで写真や映像の取材を多く重ねている。
- 在京40年の写真生活の後、自身が好きな常念山脈の麓、堀金村（現安曇野市堀金）に移り住み、写真や映像制作の工房を作り、上高地・安曇野をホームグラウンドにして活躍し、多数の作品・写真文集などを作っている。
- その傍ら、後進の指導・育成のための中沢写真学校も開設した。
- 逸話としては、記録映画の代表作「わが山常念山脈」の題名で、「そのような山脈は地図上には無い…」と当時の文部省に訂正を求められたが、登山案内図にも古くから掲載されている事もあり又地元でも通用しているので訂正を拒み賞を逸した。
- また、故郷の梓川村が美術館（梓川アカデミア館）を作り「中沢義直ルーム」が設けられた時、写真作品・カメラコレクション・資料全てを寄贈した。

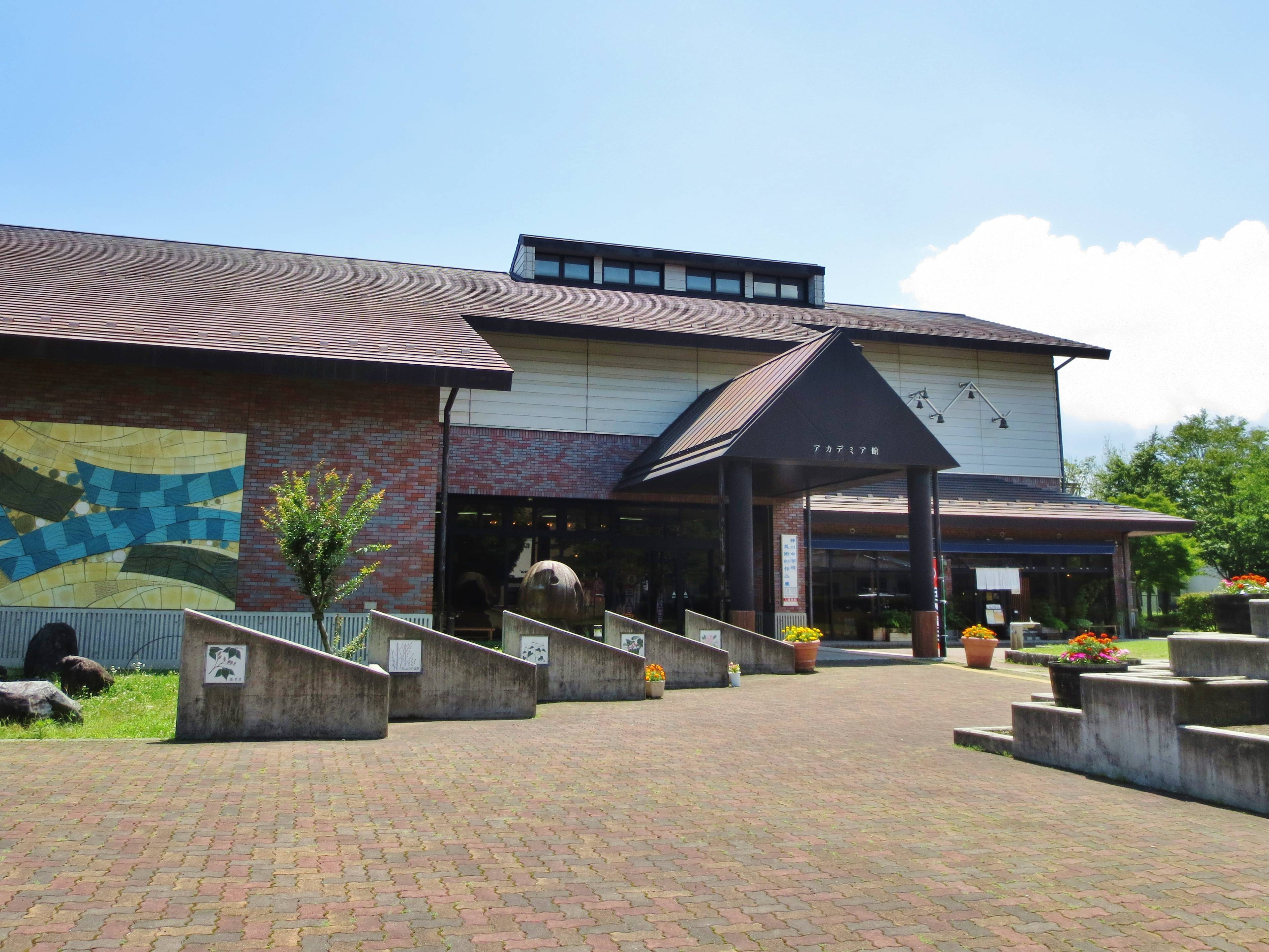
梓川アカデミア館

### 主な受賞歴
- 松本市芸術文化功労賞 2005年（平成17年）
- 安曇野塾（安曇野市）安曇野文化大賞 2011年 (平成23年）

### 記録映画
- 代表作　わが山常念山脈

### 使用カメラ
ベビーパール、オリンパス6X6・ズイコーF4．5、キヤノン4SV、キャビネ版暗箱・テッサー180ミリ、ローライコード・Ｆ3．5、レフ・コレレ・テッサーF3．5、ライカM6・M3、リンホフテヒニカ4X5、ニコンF3、ハッセルブラッドCH・CW、ディアドルフビュウ8X10、アサヒペンタックス645Ｎ、ニコンＤ７００

## 著書
- ポピュラースキーイング　1954年（誠文堂新光社）
- 新しいクリスチャニア　1956年（誠文堂新光社）
- スキー入門　1970年（保育社）
- 安曇野-中沢義直写真集1　1975年（信濃路）
- 四季-安曇野賛歌　1981年（同時代社）
- 堀金村生活記　ある映像作家の安曇野雑記長　1998年（山と渓谷社）
- 安曇野の風　常念岳の麓から　1998年（株式会社プラルト）
- 長野冬季オリンピック白馬村記録写真集　1998年（白馬村）
- 上高地永遠　2000年（信濃毎日新聞社）
- 回想茅葺の家　2003年（株式会社プラルト）
- 河童が見た上高地（白樺荘出版部）
- 青春の山稜　2004年（株式会社プラルト）
- 安曇野雑記　2011年（株式会社プラルト）

## 参考
- 『現代日本人名録2002』日外アソシエーツ